# John Murphy (wielrenner)
John Murphy (Jacksonville, 15 december 1984) is een voormalig Amerikaans wielrenner. In 2008 behaalde hij zijn grootste overwinning als prof door het eindklassement van de Ronde van Taiwan op zijn naam te schrijven.

## Belangrijkste overwinningen
2008
Eindklassement Ronde van Taiwan
2009
 Amerikaans kampioen criterium, Elite
2014
Bergklassement Ronde van Denemarken
2015
2e en 3e etappe Joe Martin Stage Race
Eind- en puntenklassement Joe Martin Stage Race
7e etappe USA Pro Challenge
2016
3e etappe Herald Sun Tour
3e etappe Ronde van Langkawi
2017
White Spot/Delta Road Race
4e etappe Ronde van Utah
1e etappe Colorado Classic
2018
1e etappe Circuit des Ardennes

## Resultaten in voornaamste wedstrijden
| Jaar | Ronde van Italië | Ronde van Frankrijk | Ronde van Spanje |
| ---- | ---------------- | ------------------- | ---------------- |
| 2010 | opgave           |                     |                  |
| 2011 |                  |                     |                  |
| 2012 |                  |                     |                  |
| 2013 |                  |                     |                  |
| 2014 |                  |                     |                  |
| 2015 |                  |                     |                  |
| 2016 |                  |                     |                  |
| 2017 |                  |                     |                  |
| 2018 |                  |                     |                  |
| 2019 |                  |                     |                  |

| Jaar | Gent-Wevelgem | Parijs-Roubaix | Parijs-Tours |  | WK op de weg |
| ---- | ------------- | -------------- | ------------ |  | ------------ |
| 2010 | opgave        | opgave         |              |  |              |
| 2011 | 110e          | opgave         |              |  | 167e         |
| 2012 |               |                |              |  |              |
| 2013 |               |                |              |  |              |
| 2014 |               | 121e           |              |  |              |
| 2015 |               | 113e           |              |  |              |
| 2016 |               |                |              |  |              |
| 2017 |               |                |              |  |              |
| 2018 |               |                |              |  |              |
| 2019 |               |                | opgave       |  |              |

## Ploegen
- 2004 –  The Jittery Joe's Cycling Team
- 2007 –  Health Net presented by Maxxis
- 2008 –  Health Net presented by Maxxis
- 2009 –  OUCH presented by Maxxis
- 2010 –  BMC Racing Team
- 2011 –  BMC Racing Team
- 2012 –  Kenda-5-Hour Energy Cycling Team
- 2013 –  Unitedhealthcare Pro Cycling Team
- 2014 –  Unitedhealthcare Professional Cycling Team
- 2015 –  UnitedHealthcare Professional Cycling Team
- 2016 –  UnitedHealthcare Professional Cycling Team
- 2017 –  Holowesko-Citadel Racing p/b Hincapie Sportswear
- 2018 –  Holowesko-Citadel p/b Araphaoe Resources
- 2019 –  Rally UHC Cycling
- 2020 –  Rally Cycling